# Fox Film Corporation

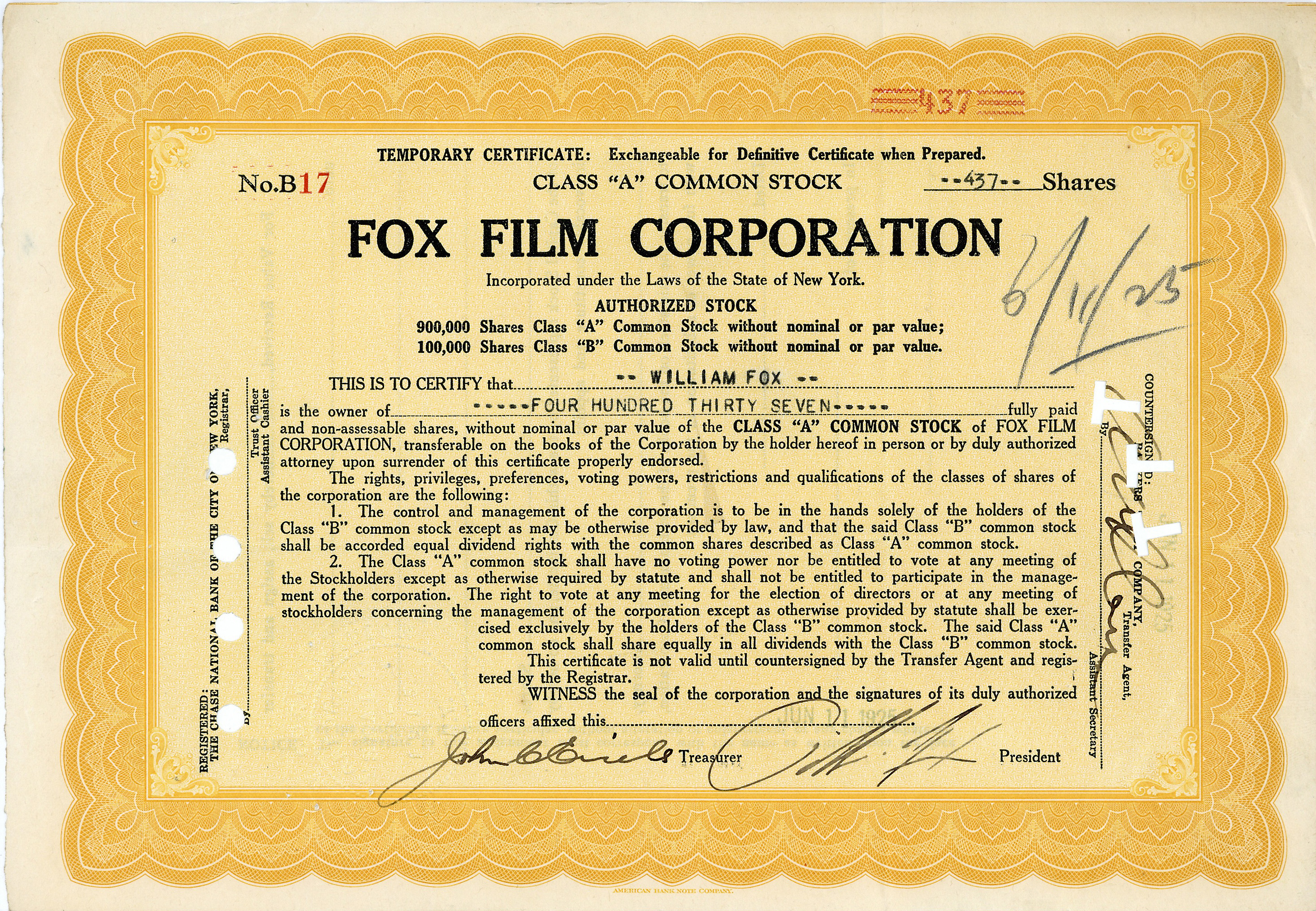
Aktie über 437 Shares der Fox Film Corporation, ausgestellt auf und original signiert von William Fox als Präsident, datiert am 11. Juni 1925

Fox Film Corporation ist der Name einer ehemaligen US-amerikanischen Filmproduktionsgesellschaft, die 1915 von William Fox gegründet wurde. Das Unternehmen hatte seinen Sitz in Fort Lee, New Jersey und fusionierte später mit 20th Century Pictures zu 20th Century Fox.

## Geschichte
Das Unternehmen wurde 1915 von William Fox, einem Pionier der amerikanischen Kinoindustrie, gegründet. Das Unternehmen entstand aus dem Zusammenschluss des Filmverleihs Greater New York Film Rental mit der Produktionsfirma Fox Office Attractions Company. Beide Firmen gehörten William Fox und waren erst zwei Jahre zuvor gegründet worden. Der Zusammenschluss zur Fox Film Corporation war einer der ersten Fälle in der Geschichte der amerikanischen Filmindustrie, bei dem ein Verleih- und ein Produktionsunternehmen fusionierten (Vertikale Integration).
William Fox entdeckte das Potential der bis dahin unbekannten Schauspielerin Theda Bara (1885–1955) und baute sie ab 1915 mit einer bis dahin beispiellosen Publicitykampagne zum ersten Vamp und damit Sexsymbol der Kinogeschichte auf. Weitere Stars aus der Frühzeit des Studios waren die Schwimmerin Annette Kellermann (1886–1975), Betty Blythe (1893–1972) sowie der populäre Westerndarsteller Tom Mix. 1921 kam der Regisseur John Ford (1894–1973) zu Fox und blieb bis weit in die 1930er unter Vertrag. Andere bedeutende Regisseure, die ihre Karriere bei dem Studio begannen, waren Raoul Walsh (1887–1980), Frank Borzage (1893–1962) und Herbert Brenon (1880–1958). In den späten 1920er-Jahren schufen Borzage und der deutsche Regisseur Friedrich Wilhelm Murnau, der von der Fox Film Corporation aus Deutschland verpflichtet wurde, einige bis heute sehr angesehene Melodramen bei dem Filmstudio.
Charakteristisch für die Fox Film Corporation war in den ersten Jahren der Vorrang, den die Kinoauswertung vor der Filmproduktion erhielt. Letztere lieferte lediglich das Material, mit dem die Kinos arbeiten konnten. Das erste eigene Filmatelier des Unternehmens entstand in Fort Lee, New Jersey. 1917, als viele andere große Filmproduktionsunternehmen aus New York nach Hollywood umsiedelten, richtete unter dem Management von Winfield Sheehan sowie Sol M. Wurtzel auch die Fox ein Filmstudio in Kalifornien ein.
In der Umbruchphase zum Tonfilm konnte das Studio mit dem Patent am Lichttonverfahren auf Dauer die bessere Technologie vorweisen. Bei diesem Verfahren wird die Tonspur direkt auf das Filmmaterial kopiert. 1925/26 kamen die Rechte an den Erfindungen von Freeman Harrison Owens und Theodore Case sowie am Tri-Ergon-Lichttonverfahren hinzu. Daraus entstand bei Fox das später als Fox Movietone bekannt gewordene Tonverfahren. Mitte der 1920er Jahre begann Fox damit, erstmals eine vertonte Wochenschau herauszubringen, die unter dem Titel Fox Movietone News bis 1963 produziert wurde. 1926 erwarb die Fox Film Corporation westlich von Beverly Hills 1,2 km² unerschlossenes Land und errichtete dort Movietone City, das bestausgestattete Filmstudio seiner Zeit.
1929 bereitete William Fox den Ankauf der Aktienmehrheit der Loew’s, Inc, der Muttergesellschaft des Konkurrenzstudios Metro-Goldwyn-Mayer vor. Daneben übernahm er 45 % der Gaumont-British, der bedeutendsten Filmproduktionsgesellschaft in England. Fox stand unmittelbar vor einer monopolistischen Stellung auf beiden Kinomärkten, als es zu einer Verkettung von Unglücksfällen kam. Fox verunglückte beinahe tödlich bei einem Autounfall, der ihn für zwei Monate ins Krankenhaus zwang. Die Unsicherheit der Aktionäre über die weitere Entwicklung verschärfte die Krise des Studios nach dem Schwarzen Donnerstag. Der Wert der Aktien des Studios fiel innerhalb von zwei Tagen von $ 119 auf $ 1. Daneben drohte die US-Regierung mit einem Antitrust-Verfahren, so dass die Transaktionen in sich zusammenbrachen. 1930 musste Fox sein Imperium an ein Konsortium von Bankern verkaufen. Wie die meisten anderen Gesellschaften hatte auch Fox-Film enorme Verluste in den Folgejahren durch die stark defizitären Kinoketten, auf denen die hohen Investitionen für die Umrüstung auf den Tonfilm lasteten und deren Besucherzahlen gleichzeitig seit 1930 wegen der Weltwirtschaftskrise stark rückläufig waren. Trotz der Popularität seiner Stars wie Janet Gaynor, Will Rogers und seit 1934 Shirley Temple wurde das Studio unter Zwangsverwaltung gestellt. Unter dem neuen Präsidenten Sidney Kent wurde das Unternehmen schließlich 1935 mit dem Filmproduktionsunternehmen 20th Century Pictures zur 20th Century Fox zusammengeschlossen.